# Iglesia Unitaria Universalista All Souls
La Iglesia Unitaria Universalista All Souls, construida en 1894 en estilo románico Richardsoniano, es un edificio histórico ubicado en 25 Church Street en Bellville, una villa del estado de Ohio (Estados Unidos). El 1 de enero de 1976 se agregó al Registro Nacional de Lugares Históricos.

## Historia
All Souls celebró sus primeros servicios en 1822 utilizando pastores itinerantes. La primera sede estaba en el lado este de Main Street. La organización oficial de la iglesia fue en 1847 y el primer edificio de diseño italiano de la Western Reserve se construyó cerca de la esquina de las calles Church y Bell en 1851.
El edificio actual, una estructura de estilo románico richardsoniano, fue construido entre 1894 y 1897. D. L. Briggs de Cleveland fue el arquitecto. La piedra arenisca proviene de la granja Cyrus Gatton en la ruta 97 de Ohio, al este de Bellville, y de otra cantera al oeste del pueblo. 
Las piedras se cortaron para encajar y la piedra angular se colocó en 1894. Se utilizó madera nativa para la estructura rugosa. Los 14 vitrales se encargaron a través de una empresa importadora en Boston y procedían de Alemania. El edificio se inauguró en 1897.

## Uso actual
All Souls es una iglesia miembro con buena reputación de la Asociación Unitaria Universalista. En 2019, la iglesia tenía 64 miembros.